# الدقيقة (إب)

تعديل مصدري - تعديل

الدقيقة هي إحدى قرى عزلة بلادشار بمديرية إب التابعة لمحافظة إب، بلغ تعداد سكانها 873 نسمة حسب تعداد اليمن لعام 2004.